# Hoofdpostkantoor (Paramaribo)

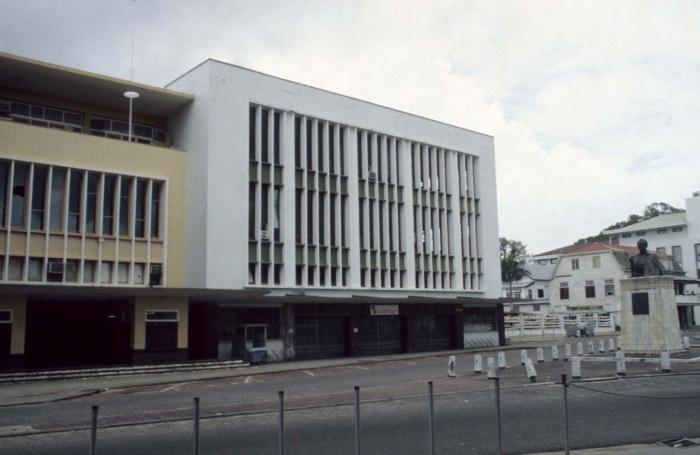
Gedeelte van het Hoofdpostkantoor in Paramaribo.

Het Hoofdpostkantoor van Paramaribo is gelegen aan de Grote Kerkstraat en de hoofdzetel van de Surpost.

## Oude hoofdpostkantoor

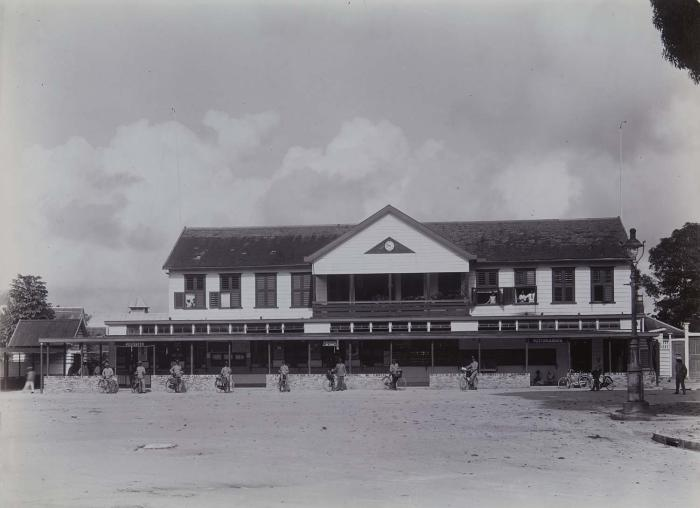
Het oude postkantoor.

Vanaf 1 oktober 1896 waren de Posterij en de Surinaamse Postspaarbank in het oude postkantoor gevestigd. Naast het gebouw werd in 1915 een brandvrije kluis gebouwd. Doordat de Postspaarbank in populariteit groeide ontstond er ruimtegebrek in het gebouw. In 1956 verhuisde de Postspaarbank tijdelijk naar het Vaillantsplein en financierde intussen het project om tot een nieuw Hoofdpostkantoor te komen.

## Gebouw

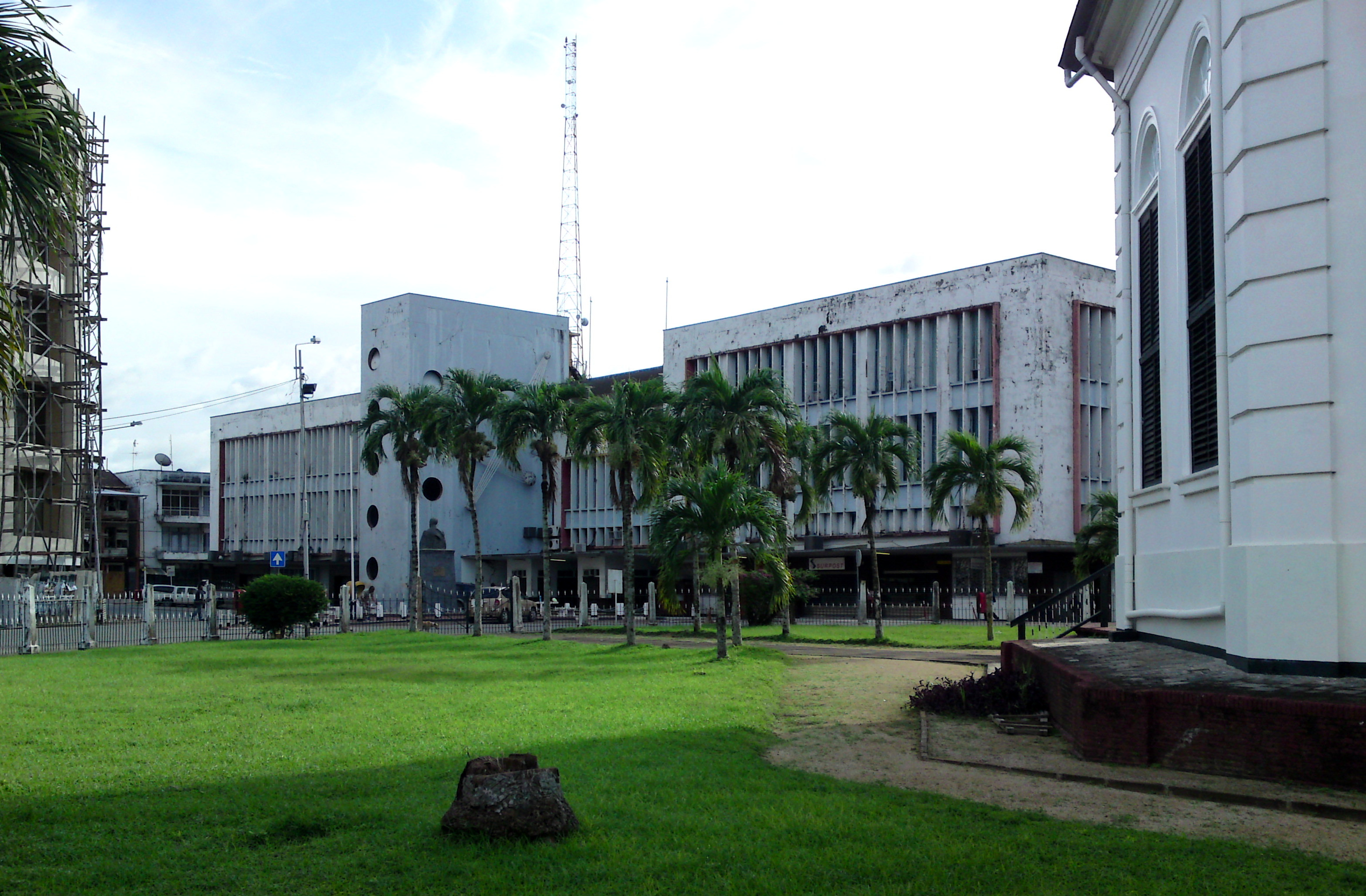
Het huidige, met achterstallig onderhoud kampende, postkantoor vanaf de Centrumkerk.

Het ontwerp voor het nieuwe Hoofdpostkantoor was van de hand van Peter Nagel, die in de voorgaande jaren al veel moderne gebouwen in Paramaribo had neergezet. Het ontwerp werd in juli 1957 aanbesteed, waarmee Bouwbedrijf Vyent op 6 september 1957 startte met de bouw. Het horizontaal georiënteerde gebouw in modernistische architectuur bevat aan weerszijden vleugels met verticale ramen. Centraal staat een toren met opvallende ronde ramen en een iets terugliggende ingang. Het gebouw werd gefaseerd geopend met het intrekken van de verschillende afdelingen, het gehele complex kwam in januari 1960 gereed. Het monumentale gebouw is in de loop der jaren onderhevig geweest aan achterstallig onderhoud waardoor de architectonische kwaliteiten van het ontwerp minder naar voren komen dan voorheen.
In 1973 werd achter het gebouw een nieuw postgebouw opgeleverd en geopend.

### Kunst
Aan de gevels en in het gebouw werden verschillende kunstwerken toegevoegd die de communicatie tussen werelddelen, landen, volken en mensen uitdrukken. Werk van de kunstenaar Nic Loning, aan de rechtergevel van de toren en een mozaïek in de lokettenhal, een muurschildering in de hal van Nola Hatterman. Inheemse kunst met onder andere Maluana's van de inheemse Wayana's is te vinden rond de plafondverlichting en in het hekwerk boven de loketten is marron houtsnijwerk te vinden in de vorm van vier fraai bewerkte panelen van teakhout. Voor het gebouw staat een monument ter ere van Simón Bolívar.